# 臺灣類象劍齒象
類象劍齒象台灣亞種（學名：Stegodon elephantoides taiwanicus），是已滅絕的象。模式標本發現於崎頂層過嶺段，可能是來自中國的類象劍齒象或師氏劍齒象的後裔。